# Nazionale maschile di rugby a 15 del Lussemburgo
La nazionale di rugby XV del Lussemburgo rappresenta il Lussemburgo nel rugby a 15 in ambito internazionale, dove è inclusa fra le formazioni di terzo livello. Non ha mai partecipato alla Coppa del Mondo, ma partecipa regolarmente al Campionato europeo per Nazioni di rugby, dove è attualmente inserita nella 2ª divisione poule D.